# Điện áp mạch mở
Trong kỹ thuật điện điện áp mạch mở, điện áp hở mạch hay điện áp không tải là điện áp được đo tại các cực của nguồn điện áp khi không có tải được kết nối vào. Khi đó mạch điện không có dòng điện chạy qua, làm cho không có điện áp rơi trên điện trở trong của nguồn điện áp.

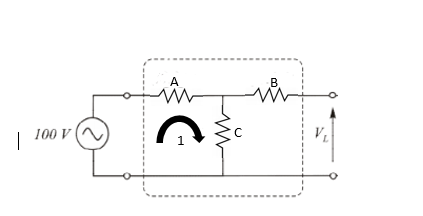
Nguồn điện áp cấp ra V_{L} là một mạch điện

Điện áp mạch mở đôi khi nó được ký hiệu là {\displaystyle V_{OC}}. Trong phân tích mạng điện áp này còn được gọi là điện áp Thévenin.
Nguồn điện áp có thể là máy phát điện, pin, ắc quy, pin mặt trời,... Các nguồn cấp ra năng lượng thì điện áp được gọi là điện áp nguồn. Điện áp nguồn là chỉ tiêu kỹ thuật của thiết bị phát năng lượng, và chỉ tiêu này gắn với những điều kiện môi trường và phụ tải xác định.
Trong kỹ thuật điện tử có thể nguồn đó đơn giản là một mạch điện có chứa nguồn điện áp khác. Biểu diễn này được sử dụng khi cần phân tích mạch và xác định đặc trưng hoạt động của nó.